# Palacio de Justicia de Florencia
El Palacio de Justicia de Florencia (en italiano: Palazzo di Giustizia di Firenze o Palagiustizia) se encuentra en el Viale Guidoni, en el barrio de Novoli, en la zona oeste de la ciudad de Florencia (Italia).

## Historia
El edificio, proyectado en la década de 1970 en el estilo posmoderno en boga en la época, no se empezó a construir hasta 1999. Según los planes originales tendría que haber estado funcionando totalmente en la primavera de 2006, pero la construcción se prolongó debido a la falta de financiación por parte del Ministerio de Obras Públicas, que obligó a adjudicar inicialmente solo la primera parte de la obra y a proceder a una segunda adjudicación una vez obtenidos los fondos necesarios. En otoño de 2008, aunque gran parte de la estructura ya había sido completada, la obra estaba todavía en curso y el traslado de las oficinas estaba en proceso de planificación.
A principios de enero de 2012, el nuevo Palacio de Justicia empezó a funcionar tras el traslado definitivo del juez de paz, al que siguieron las oficinas de la Procuraduría de la República y la oficina del juez de investigaciones preliminares. El 23 de enero de 2012, el edificio fue inaugurado por la ministra de Justicia Paola Severino y por el alcalde de Florencia Matteo Renzi, con la presencia de las principales autoridades locales. En el mes de julio de 2012 se completó el traslado de todas las oficinas judiciales de Florencia (Tribunal, Tribunal de Apelación y Procuraduría de la República), con la excepción del Tribunal de Menores, que por ley debe tener una sede distinta que el tribunal ordinario.
En una ceremonia pública, celebrada el 12 de junio de 2015, el Palacio de Justicia de Florencia fue dedicado al jurista y político florentino Piero Calamandrei, uno de los padres de la Constitución de la República Italiana de 1948.

## Descripción

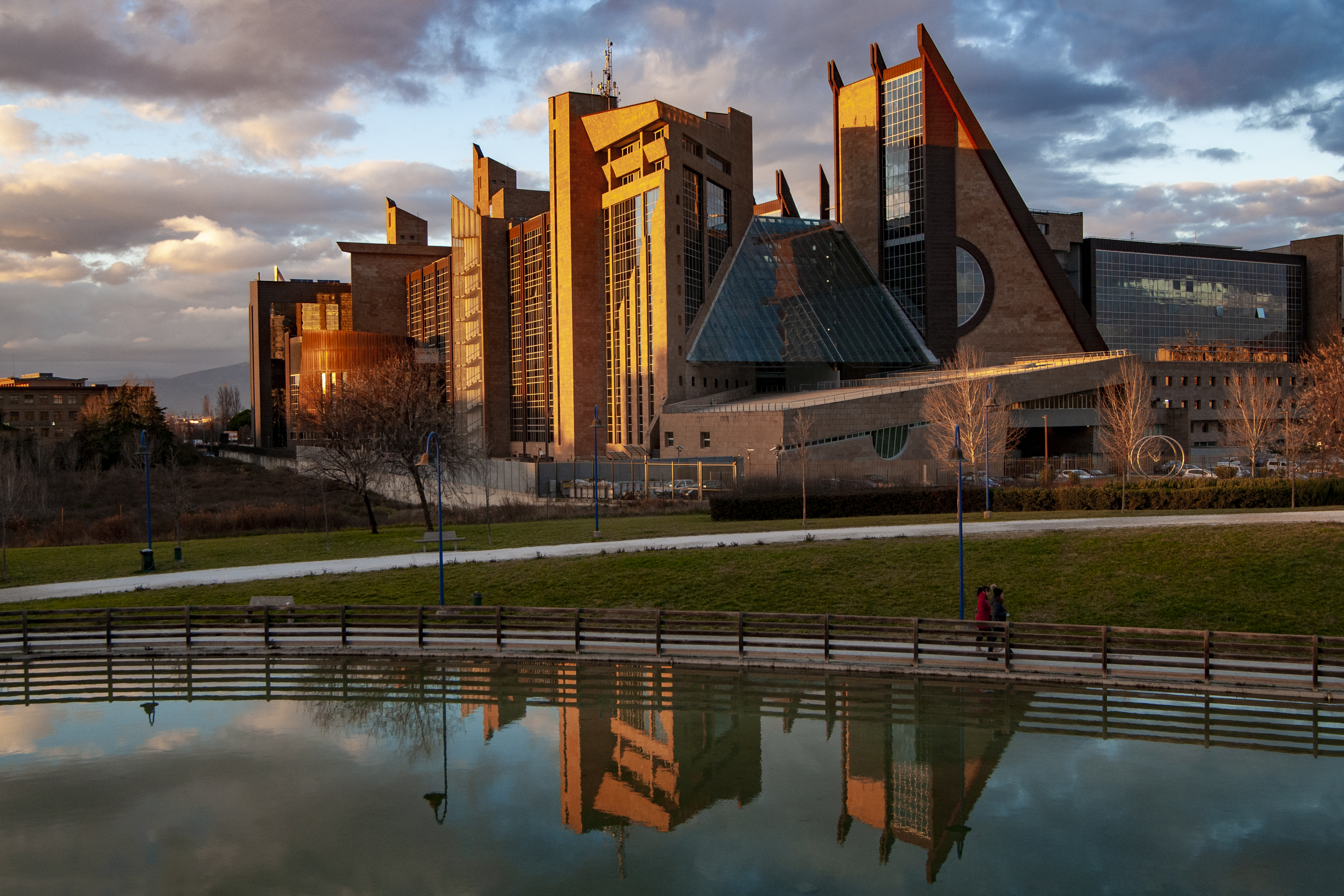
El edificio.

Se trata de un colosal complejo construido en la zona de la antigua fábrica de Fiat, destinado a reunir todas las oficinas judiciales dispersas por la ciudad, liberando así hasta nueve sedes distintas en el centro histórico, que podrán dedicarse a otros usos. Proyectado por el arquitecto Leonardo Ricci (fallecido en 1994, antes de su construcción), tiene una longitud de 240 metros y una anchura de 146 metros, con una torre de 72 metros de altura, una de las más altas de la ciudad. La superficie edificable ocupada es de unos 800 000 m², que lo hacen el segundo palacio de justicia más grande de Italia después del de Turín.
En esta nueva ciudad de la justicia las plantas subterráneas están destinadas a archivo, por encima de las cuales se encuentran las salas de audiencia, a las cuales hay que añadir dos salas de reuniones y la gran sala, situadas en la primera planta. Las últimas plantas están destinadas a las oficinas de los magistrados y de los fiscales. En total, en este complejo trabajan varios miles de personas entre jueces, abogados, secretarios judiciales y otros empleados.
En 2011 la página web de viajes VirtualTourist lo incluyó en quinto lugar entre los diez edificios más feos del mundo. En 2016 el crítico de arte Vittorio Sgarbi lo definió como un «lugar de perversión sexual, de una fealdad sórdida», afirmando que costó 300 millones de euros cuando en realidad costó 143.6 millones.